# Клития
Клития в древногръцката митология е океанида. Влюбила се в Хелиос, но той не отвърнал на любовта ѝ. Тя спряла да се храни и по цял ден не откъсвала поглед от възлюбения си, следейки неговото движение по небосклона. Така срастнала със земята и се превърнала в слънчоглед.